# Agersø Sogn
Agersø Sogn er et sogn i Slagelse-Skælskør Provsti (Roskilde Stift).
I 1800-tallet var Agersø Sogn et selvstændigt pastorat. Det hørte til Vester Flakkebjerg Herred i Sorø Amt. Agersø sognekommune blev ved kommunalreformen i 1970 indlemmet i Skælskør Kommune, der ved strukturreformen i 2007 indgik i Slagelse Kommune.
I Agersø Sogn ligger Agersø Kirke.
I sognet findes følgende autoriserede stednavne:
- Agersø (areal, bebyggelse, ejerlav)
- Batteriet (bebyggelse)
- Bøgevig (vandareal)
- Draget (areal, bebyggelse)
- Egholm (areal, bebyggelse, ejerlav)
- Helleholm (areal)
- Næbbet (areal)
- Skagen (areal)
- Østerhoved (areal, bebyggelse)